# Побуянка (притока Ушиці)
Побуянка — річка в Україні в Дунаєвецькому районі Хмельницької області. Права притока річки Ушиці (басейн  Дністра).

## Опис
Довжина річки  11 км, похил річки 10 м/км , площа басейну водозбору 48,2 км². Формується безіменними струмками та водоймами.

## Розташування
Бере початок на північно-східній околиці села Держанівка. Тече переважно на південний схід і в селі Кружківці впадає в річку Ушицю. Населені пункти вздовж берегової смуги: Сивороги, Мала Побіянка та Городиська. На правому березі річки між селами Мала Побіянка та Городиська розташоване Джерело Святого Миколая.

## Цікаві факти
- На північній стороні від річки пролягає  автошлях Т 2308 та розташований Минковецький дендропарк.